# Ian Hodder
Ian Hodder, nascut el 23 de novembre de 1948, és un arqueòleg anglès seguidor del corrent anomenat Arqueologia post-procesual o post-procesualisme.
Nasqué a Bristol, es graduà en arqueologia a la universitat de Londres el 1971 i es doctorà en anàlisi espacial en arqueologia a la universitat de Cambridge el 1974.
El seu treball de camp més conegut i rellevant va ser l'excavació del jaciment neolític de Çatalhöyük a Anatòlia.
S'orientà a utilitzar mètodes fora del positivisme que permetessin expressar la subjectiva interpretació del jaciment.

## Obres
- Spatial analysis in archaeology (1976, with C. Orton)
- Symbols in action. Ethnoarchaeological studies of material culture (1982)
- The Present Past. An introduction to anthropology for archaeologists (1982)
- Reading the Past. Current approaches to interpretation in archaeology (1986) (revised 1991 and, with Scott Huston, 2003)
- The Domestication of Europe: structure and contingency in Neolithic societies (1990)
- Theory and Practice in Archaeology (1992) (Collected papers)
- On the Surface: Çatalhöyük 1993-95 (1996) As editor, Cambridge: McDonald Institute for Archaeological Research and British Institute of Archaeology at Ankara. ISBN 0-9519420-3-4.
- The Archaeological Process. An introduction (1999)
- Archaeology beyond dialogue (2004) (Collected papers)
- The Leopard's Tale: Revealing the Mysteries of Çatalhöyük (2006)